# Boisson maltée
Une boisson maltée ou boisson de malt (en anglais malt drink) est une boisson, alcoolisée ou non, à base de malt. La bière est une des boissons maltées alcoolisées les plus connues et répandues à travers le monde. Parmi les boissons maltées non alcoolisées, on note la malta et l’Ovaltine.